# Segunda Guerra Cimarrón

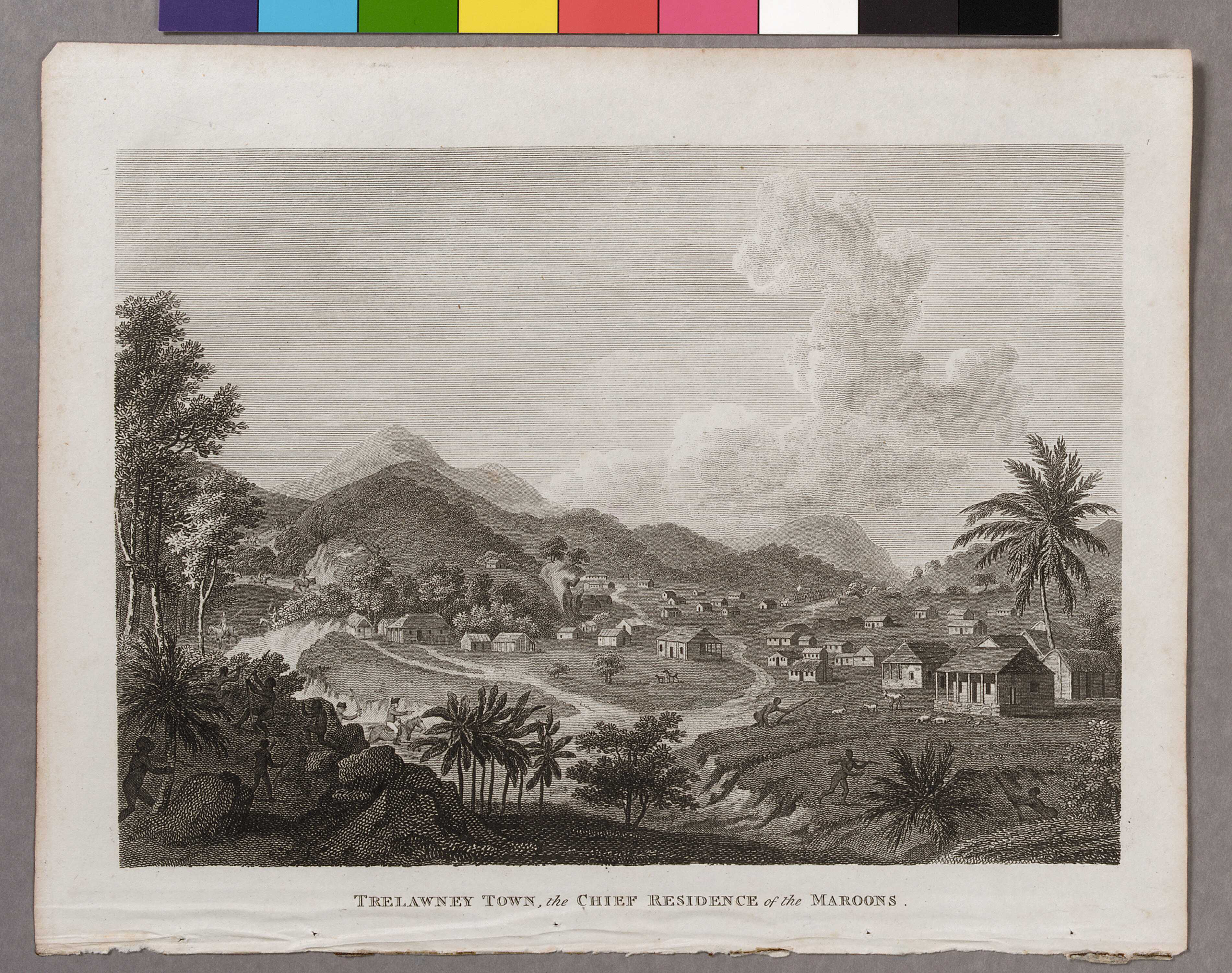
Grabado titulado 'Trelawney Town, la residencia principal de los cimarrones' publicado en 'La historia civil y comercial de las colonias británicas en las Indias Occidentales' por Bryan Edwards (1801)

La Segunda Guerra Cimarrón (1795-1796) fue un conflicto bélico que duró 8 meses entre los cimarrones jamaicanos de la actual Parroquia de Trelawny y el gobierno británico de Jamaica. Las otras comunidades de cimarrones jamaicanos no tomaron parte en esta revuelta y el tratado que habían firmado después de la Primera Guerra Cimarrón continuaba vigente para ellos.

## Contexto y principio de la guerra
Algunos cimarrones se sintieron defraudados del Tratado que firmó Cudjoe en 1739 por parte de los cimarrones y que puso fin a la Primera Guerra Cimarrón. La chispa de la guerra ocurrió cuando dos cimarrones fueron azotados por un esclavo negro porque habían robado dos cerdos. Cuando seis cimarrones fueron a quejarse a los británicos, estos los encarcelaron. La lucha empezó a mediados de agosto de 1795.

## La Segunda Guerra Cimarrón
La guerra duró 5 meses de batallas sangrientas. Las tropas británicas tenían 5.000 soldados y eran 10 contra 1 combatiente cimarrón (500). A pesar de esta superioridad, la guerra de guerrillas que practicaban los cimarrones, junto con la orografía montañosa y el conocimiento del lugar ayudaron a su resistencia. Además, los británicos también contaron con la ayuda de perros bloodhound importados de Cuba.

## Final de la guerra y sus consecuencias
En diciembre de 1795 los cimarrones se rindieron y el mayor general George Walpole y los líderes de la rebelión firmaron un tratado de paz según el cual los cimarrones tendrían que pedir de rodillas el perdón al rey y devolver todos los esclavos fugitivos que se habían unido a sus filas, además tenían que ser reubicados en otro lugar de Jamaica. 
El gobernador británico de Jamaica ratificó el tratado pero solo dio tres días para que los cimarrones pidieran perdón. La mayoría de los cimarrones, sin embargo, no se rindieron hasta mediados de marzo. Los británicos lo utilizaron como pretexto para deportarlos a Nueva Escocia, en el Canadá. Después de unos pocos años, fueron deportados de nuevo a la colonia británica de Sierra Leona, en la África Occidental.